# João Ubaldo Ribeiro
João Ubaldo Osório Pimentel Ribeiro (Itaparica, 23 de enero de 1941-Río de Janeiro, 18 de julio de 2014) fue un escritor, periodista, guionista y profesor brasileño, miembro de la Academia Brasileña de Letras. El «alto nivel de su obra literaria especialmente densa de las culturas portuguesa, africana y de los habitantes originarios del Brasil» le llevaron a ganar el Premio Camões en 2008, el premio literario más importante de la lengua portuguesa, así llegando a ser el octavo brasileño en recibirlo.

## Biografía
João Ubaldo Ribeiro nació en Itaparica, Bahía, Brasil, en casa de su abuelo materno el 23 de enero de 1941. Contando apenas dos meses de edad, su familia se mudó a Aracaju, Sergipe, en donde pasó parte de su infancia. Su padre, Manoel Ribeiro, abogado de renombre en Salvador de Bahía fue fundador y director del curso de Derecho de la Universidad Católica de Salvador. Su madre, Maria Felipa Osório Pimentel, dio a luz a dos hijos más: Sonia Maria y Manoel. Su padre, por ser profesor, no apoyaba la idea de tener un hijo analfabeto y João inició sus estudios con un maestro particular en 1947.  Una vez alfabetizado ingresó al Instituto Ipiranga en 1948, año en que leyó muchos libros infantiles, en especial la obra de Monteiro Lobato.  El padre de João siempre fue exigente, lo que hizo que el joven se empeñase intensamente en sus estudios.
En 1951 ingresó al Colegio Estatal Ateneo Sergipense en Aracaju. Diariamente le presentaba a su padre listas sobre los textos que había leído y algunas veces era obligado a resumirlos y a traducir algunos extractos. Afirma haber hecho estas tareas con places y, en vacaciones, estudiaba también latín. Su padre era jefe de la policía militar, y en esa época, sufrió presiones políticas, lo que hace mudarse con su familia a Salvador de Bahía. Ahí João Ubaldo es matriculado en el Colegio Sofia Costa Pinto. En 1955, João se matriculó en el curso clásico del Colegio de Bahía, conocido como Colégio Central, en donde conoce a su amigo Glauber Rocha. En 1958, se matriculó en la Universidad Federal de Bahía en la facultad de Derecho. Paralelamente a sus estudios de Derecho y maestría en Administración Pública, en la Universidad Federal de Bahía, editó en conjunto con Glauber Rocha revistas y periódicos culturales y participó en el movimiento estudiantil.

## Obras
Principales obras del autor.

### Novelas
- Setembro não tem sentido - 1968
- Sargento Getúlio - 1971
- Vila Real - 1979
- Viva o povo brasileiro - 1984
- O sorriso do lagarto - 1989
- O feitiço da Ilha do Pavão - 1997
- A casa dos Budas ditosos - 1999
- Miséria e grandeza do amor de Benedita (el primer libro virtual publicado en el Brasil) - 2000
- Diário do Farol - 2002

### Cuentos
- Vencecavalo e o outro povo - 1974
- Livro de histórias - 1981, 1991, incluyendo los cuentos Patrocinando a arte y O estouro da boiada, sob el título de Já podeis da pátria filhos.

### Crónicas
- Sempre aos domingos - 1988
- Um brasileiro em Berlim - 1995
- Arte e ciência de roubar galinhas - 1999
- O Conselheiro Come - 2000

### Ensayos
- Política: quem manda, por que manda, como manda - 1981

### Literatura infanto-juvenil
- Vida e paixão de Pandomar, o cruel - 1983
- A vingança de Charles Tiburone - 1990

## Academia Brasileña de Letras
En 1994 fue elegido para ocupar la silla número 34 de la Academia Brasileña de Letras, cuyo patrono es Sousa Caldas (1762-1814).